# Jorge Larrosa (pedagogo)
Jorge Larrosa Bondía, más conocido como Jorge Larrosa, España, es un pedagogo y docente de filosofía de la educación en la Universidad de Barcelona. Su producción colinda entre los campos de la pedagogía, educación, literatura y filosofía. Sus obras abordan temas como la formación, la relación entre experiencia, lenguaje y subjetividad, así como la materialidad de los dispositivos artísticos, culturales y educativos.

## Biografía
Aplicó la licenciatura en pedagogía y filosofía, realizó estudios postdoctorales en el Instituto de Educación de la Universidad de Londres y en el Centro Michel Foucault de la Universidad Sorbona de París.
Ha sido profesor invitado en diversas universidades europeas y latinoamericanas donde también ha dictado cursos y conferencias. Su trabajo destaca por la colaboración con artistas escénicos, de artes plásticas, y mediadores culturales.

Sus aportaciones al campo de la pedagogía y educación abordan los fundamentos de la escuela y el oficio docente, donde hace hincapié en la importancia de la formación y la necesidad de tiempo de tranquilidad en las escuelas que permita la reflexión y la discusión sobre los aspectos políticos para su renovación: 

(...) renovar la escuela no es otra cosa que renovar los procedimientos para mostrarles a los niños que hay en el mundo.
Con relación al oficio de profesor menciona:
El oficio de profesor tiene que ver con el amor. Con el amor al mundo y con el amor a la infancia, entendiendo esta última como novedad (en el mundo) y como capacidad de comenzar. Tiene que ver con el modo como nosotros, que habitamos el mundo, recibimos a los nuevos, a los que vienen al mundo por nacimiento, a los que (precisamente por su condición de natales) tienen tanto la capacidad de empezar algo nuevo como la capacidad de renovar lo viejo.
Para Larrosa el oficio de profesor no tiene que ver con competencias, técnicas didácticas o con resultados sino un éthos, un modo de ser y de actuar, un modo de vivir:
Si prefiero hablar de oficio y no de profesión es porque la palabra profesión está contaminada por la ideología del profesionalismo y de la profesionalización. Es ahí, a las profesiones profesionalizadas, donde se ha desplazado eso de las competencias, de las capacidades, de los saberes técnicos y de los modos de hacer expertos. Por otra parte, el oficio aún remite a la artesanía: a la materialidad del trabajo, a la tradición en que se inscribe, a la huella subjetiva del artesano que lo realiza, a su presencia corporal.

## Obras
Entre sus obras destacan:
- (2018) Esperando no se sabe o qué.
- (2014) Tremores. Escritos sobre experiencia
- (2003) Entre las lenguas. Lenguaje y educación después de Babel
- (2001) La liberación de la libertad
- (2000) Pedagogía Profana

- (1996) La experiencia de la lectura

## Premios y reconocimientos
- (2023) Doctorado honoris causa Universidad Nacional de San Luis(UNSL)